# Pesca alla trota in America
Pesca alla trota in America è un romanzo breve scritto da Richard Brautigan pubblicato nel 1967. Si tratta di un libro astratto senza una precisa trama, costituito da una serie di aneddoti (ognuno dei quali costituisce un capitolo) con gli stessi personaggi che ricompaiono più volte all'interno delle diverse storie.
Il libro è ambientato in tre luoghi principali: la zona nord ovest degli Stati Uniti (dove l'autore spese buona parte della sua infanzia), San Francisco e nell'Idaho, luogo nel quale Brautigan si era recato a fare un viaggio con la moglie e la figlia.
L'espressione "Pesca alla trota in America" è usata con molteplici significati: a seconda del contesto può rappresentare la pesca vera e propria, un hotel, un personaggio, un vecchio barbone, uno stato d'animo e così via. La pesca alla trota diventa, attraverso i vari capitoli del libro, un modo per osservare in maniera critica e dissacrante la società americana contemporanea.
Il libro è sicuramente l'opera più famosa di Richard Brautigan, avendo venduto oltre due milioni di copie negli USA dopo la pubblicazione nel 1967, e diventando un punto di riferimento della controcultura americana. Il libro venne tradotto in italiano solo nel 1989.

## Edizioni italiane
- Richard Brautigan, Pesca alla trota in America, traduzione di Riccardo Duranti, Milano, Serra e Riva, 1989,  p. 154, ISBN 88-7798-025-7.
- Richard Brautigan, Pesca alla trota in America, traduzione di Riccardo Duranti, Milano, Leonardo editore, 1994,  p. 151, ISBN 88-04-39001-8.
- Richard Brautigan, Pesca alla trota in America, traduzione di Marco Zapparoli, Milano, Marcos y Marcos, 1999,  p. 151, ISBN 88-7168-281-5.
- Richard Brautigan, Pesca alla trota in America, traduzione di Riccardo Duranti, a cura di Enrico Monti, Milano, Isbn Edizioni, 2010,  p. 147, ISBN 978-88-7638-218-5.